# 拉伯克縣 (德克薩斯州)
拉伯克縣（英語：Lubbock County）是美國德克薩斯州西北部的一個縣。面積2,333平方公里。根據美國2000年人口普查，共有人口242,628人。縣治拉伯克（Lubbock）。
成立於1876年8月21日，縣政府成立於同年1891年3月10日。縣名紀念美國內戰時期的軍人、德州巡警湯瑪斯·S·拉伯克（Thomas Saltus Lubbock）